# Fosco Monaci
Fosco Monaci (Campagnatico, 25 gennaio 1924 – 1997) è stato un politico italiano.

## Biografia
Nato a Campagnatico nel 1924, dipendente del Consorzio di Bonifica Grossetana, militò politicamente nelle file del Partito Socialista Italiano.
Fu per anni consigliere provinciale della Provincia di Grosseto negli anni settanta e ottanta, e assessore nella giunta del socialista Luciano Giorgi. In seguito alle dimissioni del presidente Claudio Asta, venne eletto presidente della provincia nel gennaio 1983; rimase in carica fino al maggio 1985.
Dal 16 settembre 1985 al 21 marzo 1990 è stato sindaco di Civitella Paganico. Fu anche responsabile della commissione agricoltura del PSI.
Muore nel 1997 all'età di 73 anni.